# Notomys
Notomys é um gênero de roedores da família Muridae.

## Espécies
- Notomys alexis Thomas, 1922
- †Notomys amplus Brazenor, 1936
- Notomys aquilo Thomas, 1921
- Notomys cervinus (Gould, 1853)
- Notomys fuscus (Jones, 1925)
- †Notomys longicaudatus (Gould, 1844)
- †Notomys macrotis Thomas, 1921
- Notomys mitchellii (Ogilby, 1838)
- †Notomys mordax Thomas, 1922